# フランチシェク・ヤンダ・スゥク
フランチシェク・ヤンダ＝スゥク（František Janda-Suk、1878年3月25日 - 1955年6月23日）は、オーストリア＝ハンガリー帝国時代のボヘミア（現チェコ）の陸上競技選手。ボヘミアの代表として出場した1900年パリオリンピック円盤投で銀メダルを獲得した。チェコの選手で初のオリンピックメダリストとなった。
なお、1924年パリオリンピックでは、開会式にいてチェコスロバキア選手団の旗手を務めている。